# Schaaren
Schaaren ist ein Ortsteil von Seelscheid in der Gemeinde Neunkirchen-Seelscheid im Rhein-Sieg-Kreis.

## Lage
Der ehemals eigenständige Ort Schaaren liegt im Süden von Seelscheid zwischen Unterste Zeit und Kotthausen.

## Geschichte
1830 hatte Schaaren 19 Einwohner. 1845 hatte der Hof 25 evangelische Einwohner in fünf Häusern. 1888 gab es 21 Bewohner in sechs Häusern.
1910 wohnten hier die Ackerer Heinrich Haas, Heinrich und Wilhelm Heinen.
Im Februar 2016 zählte Schaaren 61 Einwohner. 
Die Siedlung gehörte bis 1969 zur Gemeinde Seelscheid.